# Paralía Sergoúlas
Paralía Sergoúlas (grec moderne : Παραλία Σεργούλας) est une localité située dans le dème de Doride, dans le district régional de Phocide, dans la périphérie de Grèce-Centrale, en Grèce.
Selon le recensement de 2021, elle compte 277 habitants.